# Chōjinki Metalder
Chōujinki Metalder (超人機メタルダー Chōjinki Metarudā, traducido como Máquina Sobrehumana Metalder) es una serie japonesa del género Tokusatsu, parte de la saga Metal Hero.

## Trama
En 1945, un especialista en robótica llamado Ryuichiro Koga diseñó un androide llamado Metalder como arma secreta del Ejército Imperial Japonés para ser usado en la Guerra del Pacífico contra los Estados Unidos, Sin embargo, puso a Metalder a dormir en la base de plata Caucus y se marcha a los Estados Unidos a trabajar en la NASA.
Durante 42 años, el antiguo colega del doctor Koga, Kunio Miraki se convierte en el malvado God Neros como un mercantil de la muerte. God Neros manda sus enormes ejércitos para asesinar al doctor Koga, que aprendió de su organización y regresó al Japón a activar a Metalder. Desesperadamente, Koga trata de activar su creación del Androide, que es llamado Ryusei Tsurugi, pero el androide es incapaz de comprender lo que debe hacer. En orden de dar a Ryusei un "propósito", Koga sale corriendo de la base de plata Caucus, permitiendo que Ryusei llegue a encenderse con rabia evocando la conversión a su verdadera forma, el androide conocido como Metalder. Después de una breve batalla con Coolgin (que pierde), Ryusei va hacia delante conociendo a su futura amiga, Mai Ougi.

## Actores
- Akira Senoo: Metalder/Ryusei Tsurugi
- Hiroko Aota: Mai Ougi
- Kazuoki Takahashi: Hakkou Kita (Satoru Kinta)
- Ken Uehara: Doctor Koga
- Atsuo Mori: Top Gunder (voz)
- Shinji Tōdō: Kunio Murak/Gozo Kirihara/God Neros
- Yuuko Matsui: Secretária K
- Emiko Yamamoto: Secretária S

## Temas musicales

### Tema de apertura
- "Kimi no Seishun wa Kagayaite Iru ka?" (君の青春は輝いているか "Does Your Youth Shine?"?)
  - Letra: James Miki (ジェームス三木 Jēmusu Miki?)
  - Compositor: Takashi Miki (三木 たかし Miki Takashi?)
  - Arreglos: Kōhei Tanaka
  - Artista: Isao Sasaki

### Tema de cierre
- "Time Limit" (タイムリミット Taimu Rimitto?)
  - Letra: James Miki
  - Compositor: Takashi Miki
  - Arreglos: Kōhei Tanaka
  - Artista: Ichirou Mizuki & Koorogi '73

- Datos: Q2541387